# Cladobotryum apiculatum
Cladobotryum apiculatum är en svampart som först beskrevs av Tubaki, och fick sitt nu gällande namn av W. Gams & Hooz. 1970. Cladobotryum apiculatum ingår i släktet Cladobotryum och familjen Hypocreaceae.   Inga underarter finns listade i Catalogue of Life.